# Обтискний стан
Обтискний стан — прокатний агрегат, на якому великі сталеві зливки обтискують на блюми, сляби та фасонні заготовки, з яких на інших прокатних станах виготовляють прокат. До обтискних станів належать блюмінги, блюмінги-слябінги та слябінги.
Обтискні стани встановлюються у обтискних цехах.
Окрім способу одержання сталевих заготовок обтискуванням сталевих зливків на обтискних станах, існує також інший спосіб одержання заготовок — безперервне розливання сталі на установках безперервного розливання сталі, на яких одержують такі самі заготовки, як й на обтискних станах. На багатьох металургійних заводах світу обтискні цехи відсутні — на таких заводах вони на 100 % замінені установками безперервного розливання сталі.

Види обтискних станів.
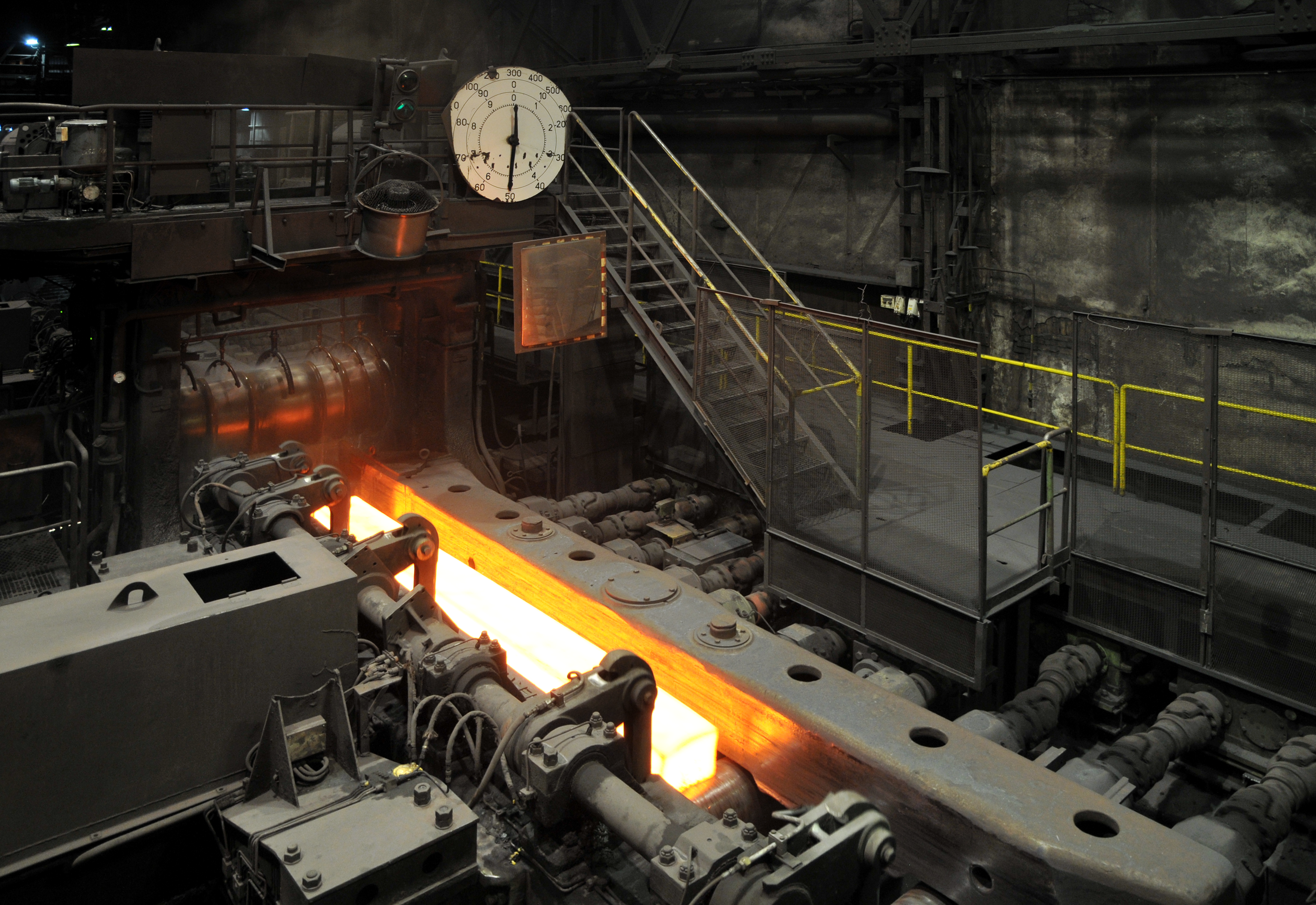
Блюмінг. Німеччина. Фото 2009 року.
Слябінг. Завод «Едгар Томсон» компанії U.S. Steel, Бреддок, штат Пенсильванія, США. Фото 1989 року.
Блюмінг-слябінг. Завод «Дюкен воркс» компанії U.S. Steel, Дюкен, штат Пенсильванія, США. Фото 1989 року.